# ルイサ・バレンスエラ

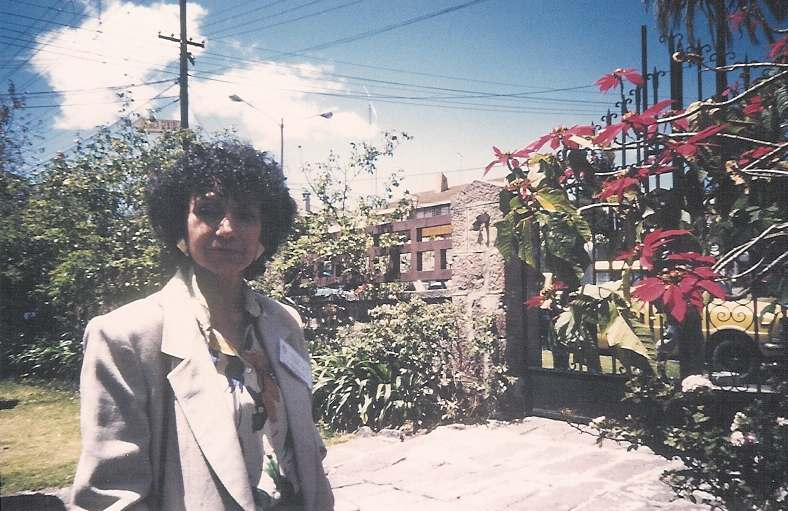
ルイサ・バレンスエラ(1990年エクアドルキト)

ルイサ・バレンスエラ（1938年11月26日生まれ）は、アルゼンチンの作家。
フェミニストの観点から階層的な社会構造に疑問を投げかける実験的なスタイルを特徴とする。彼女は、アルゼンチンでの1970年代の独裁政権に関する作品で知られる。Como en la guerra （1977）、 Cambio de armas （1982）、 Cola de lagartija （1983）などの作品では、独裁政権に対する強力な批判と、社会組織の家父長的形態および人間のセクシュアリティとジェンダーに内在する権力構造についての詳細な調査を組み合わせている  。

## 経歴
ルイサ・バレンズエラは、1938年11月26日、アルゼンチンのブエノスアイレスで、医師のPablo Franciso Valenzuelaと作家のLuisa Mercedes Levinsonの間に生まれ育った。彼女の母親の家には、アドルフォ・ビオイ＝カサーレス、ホルヘ・ルイス・ボルヘス、エルネスト・サバトなど、さまざまな作家が集まることがあった。
彼女は幼い頃から自然科学に興味を持っていたが、17歳でAtlántida、El Hogar、Esto Esなどのいくつかの新聞で作品を発表し始め、Radio Belgranoでも働いた。 20歳のとき、フランスの商船船員であるセオドアマ・ル・ジャックと結婚し、パリに移り、ラジオ・テレビ・フランセーズで働き、ヌーヴォー・ロマンとテル・ケルのメンバーに出会った。
20歳の時、彼女は最初のフィクション作品Clara(Hay que sonreír)を出版した。この作品のタイトルは主人公の名前を英語とフランス語で表したものである。1958年、ルイサ・ヴァレンスエラは娘のアンナ・ルイサを出産した。 1961年に彼女はアルゼンチンに戻り、ラ・ナシオンとCrisis誌のジャーナリストとして働いた。 1965年に離婚。1967年から1968年にかけて、彼女はラ・ナシオンの仕事でボリビア、ペルー、ブラジルを旅行した 。
1969年に彼女はアイオワ大学で学ぶためにフルブライト奨学金を取得し、そこでThe Efficient Cat(El gato eficaz)を書いた。 1972年から1974年の間、メキシコシティ、パリ、バルセロナに住み、ニューヨークに短期間滞在した。そこで彼女は、アルゼンチン国立芸術基金(Fondo Nacional)から授与された奨学金の受領者として、米国の限界文学の表現を研究した。国家再編成プロセスによる検閲で、小説He Who Searches(Como en la guerra)から拷問シーンを削除したことを機に、米国に移り、10年間住んだ。1982年に米国で短編小説Changeof Guard(Cambio de armas)を出版し、1983年にはイザベル・ペロン大統領時代の社会福祉大臣ホセ・ロペス・レガを題材とした小説The Lizard's Tail(Cola de lagartija)を出版した。
彼女はニューヨーク大学とコロンビア大学のアメリカ間関係センターのレジデントライターであり、そこで10年間ライティングワークショップとセミナーを教えていた。彼女は、ニューヨーク人道研究所、自由表現基金、 PENアメリカンセンターの自由執筆委員会のメンバーだった。 1983年に彼女はグッゲンハイム奨学金を授与された。 1989年にブエノスアイレスに戻り、フィクション作品National Reality from Bed(Realidad nacional desde la cama)を完成させた。

## 賞
- 1969年フルブライト奨学金（アイオワ大学国際創作プログラム）
- 1972年ニューヨークでの調査のためのアルゼンチン「フォンドナシオナルデラスアルテス」の奨学金
- 1981/82ニューヨーク大学人文科学研究所フェロー
- 1983グッゲンハイム-奨学金
- 1985年ニューヨーク大学在住の著名な作家
- イリノイ州ノックス大学名誉博士
- 1997年ブラジルアカデミアのメダル「マシャードデアシス」
- 2004年プレミオアストラルバ（プエルトリコ大学）
- 2011年アメリカ芸術科学アカデミーの外国名誉会員に選出
- 2016グランプレミオデオナーデラサデ
- 2017年アルゼンチン国立サンマルティン大学名誉博士

## 邦訳作品
- 『武器の交換』現代企画室〈ラテンアメリカ文学選集〉 斎藤文子訳 1990.11

## 作品

### 小説

#### スペイン語
- Hayquesonreír  ブエノスアイレス：エディトリアルアメリカリー、1966年。 （CD-ROM：ブエノスアイレス、Ediciones La Margarita Digital、2004年）。
- Elgatoeficaz  メキシコ：EdicionesJoaquínMortíz、1972年。（再版：ブエノスアイレス：Ediciones de la Flor、1991年、2001年）。ISBN 950-515-123-3
- Como en la guerra. ブエノスアイレス：Sudamericana、1977年。（再版：La Habana：Ediciones Casa delasAméricas、2001年）。
- Coladelagartija  ブエノスアイレス：エディトリアルブルゲラ、1983年。（再版：メキシコ：ディフシオン文化、UNAM、1992年。メキシコ：プラネタ、1998年）。ISBN 950-561-038-6
- Realidad nacional desdelacama 。ブエノスアイレス：Grupo Editor Latinoamericano、1990、1993。ISBN 950-694-127-0
- Novela negra con argentinos. バルセロナ：エド。プラザイジャネス、1990年。（再版：ハノーバー（NH）：エディシオネスデルノルテ、1990年。ブエノスアイレス：エディトリアルSudamericana、1991）。ISBN 84-01-38171-1, 9500706695, 0-910061-44-0
- La Travesía.。ブエノスアイレス：エディトリアルノルマ、2001年。（再版：エディトリアルアルファグアラ、メキシコ、2002年、ボゴタ2002年）。ISBN 987-545-026-X, 9580465916
- El Mañana.ブエノスアイレス：エディトリアルSeix Barral、2010年。
- Cuidado coneltigre 。ブエノスアイレス：エディトリアルSeix Barral、2011年。
- Lamáscarasarda、elprofundosecretodePerón 。ブエノスアイレス：エディトリアルSeix Barral、2012年。

#### 英語
- Clara（小説）。ラテンアメリカの文芸レビュー/プレス、米国1999年。
- The Lizard's Tail（小説）。 Farrar、Straus and Giroux、USA 1983.（再版：Serpent's Tail、England 1987）。ISBN 0-374-18994-3
- He Who Searches（小説）。 Dalkey Archive Press、USA1986。
- Black Novel （アルゼンチン） 。サイモン＆シュスター。 USA 1992.（再版：Allen＆Unwin、オーストラリア1992。 Latin American Literary Review Press、USA 2001）。ISBN 0-671-68764-6, 1891270133
- Bedside Manners （小説）。サーペンツテイル/ハイリスク。米国、1995年。（再版：サーペンツテイル、英国、1995年）。ISBN 1-85242-313-7

### 短編小説
- Papito's Story

#### スペイン語
- Losheréticos 。ブエノスアイレス：エディトリアルペイドス、1967年。
- Aquípasancosasraras 。ブエノスアイレス：Ediciones de la Flor、1975年および1991年。
- Libro quenomuerde 。メキシコ：DifusiónCultural、UNAM、1980年。
- Cambiodearmas 。 Ediciones del Norte、ハノーバー、1982年。（再版：メキシコ：MartínCasillaEditores、1982年。ブエノスアイレス：エディトリアルノーマ、2004年）。
- Dondevivenlaságuilas 。ブエノスアイレス：エディトリアルセルティア、1983年。ISBN 950-9106-29-1
- Simetrías 。ブエノスアイレス：エド。 Sudamericana、1993年。（再版：バルセロナ：Ed.PlazayJanés、1997年）。ISBN 950-07-0899-X
- Antologíapersonal 。ブエノスアイレス：Ediciones Desde la Gente、1998年。ISBN 950-860-069-1
- Cuentoscompletosyunomas 。メキシコ/ブエノスアイレス：アルファグアラ、1999年、2001年。ISBN 968-19-0509-1
- Simetrías/CambiodeArmas（Luisa Valenzuelaylacrítica） 。バレンシア：Ediciones ExCultura、2002年。
- El placer rebelde.エルプレーサー反逆者。アントロジア将軍。 PrólogoyseleccióndeGuillermoSaavedra。ブエノスアイレス、メキシコ：フォンドデクルチュラエコノミカ、2003年。ISBN 950-557-575-0
- Microrrelatos completoshastahoy 。コルドバ（アルゼンチン）：エディトリアルアルシオン、2004年。
- Trilogíadelosbajosfondos（Hayquesonreír、Como en la guerra、Novela negra con argentinos） 。メキシコ：フォンドデクルチュラエコノミカ、2004年。

### エッセイ

#### スペイン語
- PeligrosasPalabras 。ブエノスアイレス：エディトリアルテマス、2001年。（再版：メキシコ：エディトリアルオセアーノ、2002年）。ISBN 987-9164-54-7
- EscrituraySecreto 。メキシコ：エディトリアルアリエル、2002年。（再版：メキシコ：フォンドデクルチュラエコノミカ、2003年）。ISBN 84-375-0534-8
- Los deseos oscuros y los otros（cuadernos de New York） 。ブエノスアイレス：エド。 Norma、2002年。ISBN 987-545-079-0

## ノート
1. ↑  Sharon Magnarelli, Reflections/Refractions, Reading Luisa Valenzuela (New York/Frankfurt: Peter Lang, 1988).
2. ↑  Juana María Cordones-Cook, Poética de la transgresión en la novelística de Luisa Valenzuela (New York/Frankfurt: Peter Lang, 1991).
3. ↑  Elia Geoffrey Kantaris, The Subversive Psyche: Contemporary Women's Narrative from Argentina and Uruguay (Oxford: Oxford University Press, 1995).
4. ↑  Bilbija, Interviewed by Sarah Lee & Ksenija (2001年). “The Art of Fiction No. 170” (英語). Winter 2001. ISSN 0031-2037 2021年11月16日閲覧。{{cite news}}:  CS1メンテナンス: 複数の名前/author (カテゴリ)
5. ↑  “Luisa Valenzuela | Argentine author | Britannica” (英語). www.britannica.com. 2021年11月16日閲覧。
6. ↑  “Luisa Valenzuela | Argentine author | Britannica” (英語). www.britannica.com. 2021年11月16日閲覧。